# Thủ tướng Azerbaijan
Thủ tướng Azerbaijan là người đứng đầu chính phủ của Azerbaijan. Thủ tướng hiện nay là ông Ali Asadov.
Do vai trò trung tâm của Tổng thống trong hệ thống chính trị, hoạt động của bên hành pháp (bao gồm Thủ tướng) bị ảnh hưởng lớn bởi người đứng đầu quốc gia (ví dụ, Tổng thống là người chỉ định và bãi bỏ Thủ tướng và các thành viên khác trong chính phủ; Tổng thống là người có thể chủ trì các cuộc họp nội các và ra lệnh Thủ tướng và các thành viên khác của Chính phủ, Chủ tịch nước cũng có thể hủy bỏ bất kỳ hành động nào của Chính phủ).

## Danh sách người đứng đầu Chính phủ Azerbaijan (1918–đến nay)

### Cộng hòa Dân chủ Azerbaijan(1918–1920)
Thủ tướng
| Thứ tự | Thủ tướng | Thủ tướng                                                                    | Nhiệm kỳ                                                                      | Nhiệm kỳ            | Nhiệm kỳ | Đảng chính trị | Chính phủ         | Được bầu chọn | Tham khảo |
| Thứ tự | Chân dung | Tên                                                                          | Bắt đầu                                                                       | Kết thúc            | Ngày     | Đảng chính trị | Chính phủ         | Được bầu chọn | Tham khảo |
| ------ | --- | ---------------------------------------------------------------------------- | ----------------------------------------------------------------------------- | ------------------- | -------- | -------------- | ----------------- | ------------- | --------- |
| 1      | | Fatali Khan Khoyski tiếng Azerbaijani: Fətəli-xan Xoyski (1875–1920)         | 28 tháng 5 năm 1918                                                           | 14 tháng 4 năm 1919 | 321      | Độc lập        | 1. Rasulzade I    | 1918          | [ 1 ]     |
| 1      | Giành chiến thắng trong trận Baku; loại bỏ chế độ độc tài Trung Caspian ra khỏi Baku; thiết lập một thể chế đa đảng; thành lập hệ thống bưu chính của Azerbaijan; người sáng lập ra đồng Manat Azerbaijan; thiết lập nên hệ thống tiếng Azerbaijan sử dụng trong các trường học và cao đẳng của Azerbaijan. | Fatali Khan Khoyski tiếng Azerbaijani: Fətəli-xan Xoyski (1875–1920)         |                                                                               |                     |          |                |                   |               | [ 1 ]     |
|        | |                                                                              |                                                                               |                     |          |                |                   |               |           |
|        | |                                                                              |                                                                               |                     |          |                |                   |               |           |
| 2      | | Nasib Yusifbeyli tiếng Azerbaijani: Nəsib Yusifbəyli (1881–1920)             | 28 tháng 5 năm 1919                                                           | 30 tháng 3 năm 1920 | 307      | Musavat        | 2. Topchubashov I | 1919          | [ 2 ]     |
| 2      | Thiết lập các mối quan hệ ngoại giao giữa Azerbaijian và thế giới phương Tây | Nasib Yusifbeyli tiếng Azerbaijani: Nəsib Yusifbəyli (1881–1920)             |                                                                               |                     |          |                |                   |               | [ 2 ]     |
|        | |                                                                              |                                                                               |                     |          |                |                   |               |           |
|        | |                                                                              |                                                                               |                     |          |                |                   |               |           |
| —      | không khung | Mammad Hasan Hajinski (quyền) tiếng Azerbaijani: Məmməd Hacınski (1875–1931) | 30 tháng 3 năm 1920                                                           | 28 tháng 4 năm 1920 | 29       | Musavat        | —                 | 1920          | [ 2 ]     |
| —      | không khung | Mammad Hasan Hajinski (quyền) tiếng Azerbaijani: Məmməd Hacınski (1875–1931) | Thất bại trong việc ngăn cản đà tiến quân Tập đoàn quân số 11 vào Azerbaijan. |                     |          |                |                   |               | [ 2 ]     |
|        | |                                                                              |                                                                               |                     |          |                |                   |               |           |

### Cộng hòa Xã hội chủ nghĩa Xô viết Liên bang Ngoại Kavkaz(1922–1936) vàCộng hòa Xã hội chủ nghĩa Xô viết Azerbaijan(1936–1991)
Chủ tịch Hội đồng Mặt trận Nhân dân
| Thứ tự | Chủ tịch | Chủ tịch                                                             | Nhiệm kỳ | Nhiệm kỳ             | Nhiệm kỳ | Đảng chính trị        | Chính phủ     | Được bầu chọn | Tham khảo |
| Thứ tự | Chân dung | Tên                                                                  | Bắt đầu | Kết thúc             | Ngày     | Đảng chính trị        | Chính phủ     | Được bầu chọn | Tham khảo |
| ------ | --- | -------------------------------------------------------------------- | --- | -------------------- | -------- | --------------------- | ------------- | ------------- | --------- |
| 1      | | Nariman Narimanov tiếng Azerbaijani: Nəriman Nərimanov (1870–1925)   | 28 tháng 4 năm 1920 | 6 tháng 5 năm 1922   | 738      | Cộng sản (Bolsheviks) | 1. Hüseynov I | —             | [ 3 ]     |
| 1      | Cố gắng thúc đẩy các chương trình chống thuộc địa hóa nhằm mục đích để người bản địa lên nắm quyền hơn là cho việc xây dựng công cụ quyền lực cho giai cấp vô sản, thứ vốn bị điện Kremlin từ chối.                  | Nariman Narimanov tiếng Azerbaijani: Nəriman Nərimanov (1870–1925)   | |                      |          |                       |               |               | [ 3 ]     |
|        | |                                                                      | |                      |          |                       |               |               |           |
|        | |                                                                      | |                      |          |                       |               |               |           |
| 2      | không khung | Gazanfar Musabekov tiếng Azerbaijani: Qəzənfər Musabəyov (1888–1938) | 6 tháng 5 năm 1922 | 14 tháng 3 năm 1930  | 2869     | Cộng sản              | 2. Kirov I    | —             | [ 4 ]     |
| 2      | không khung | Gazanfar Musabekov tiếng Azerbaijani: Qəzənfər Musabəyov (1888–1938) | Bị bắt giữ, buộc tội chống lại nhà nước Xô Viết, bị tuyên án và xử tử hình trong cuộc Đại thanh trừng |                      |          |                       |               |               | [ 4 ]     |
|        | |                                                                      | |                      |          |                       |               |               |           |
|        | |                                                                      | |                      |          |                       |               |               |           |
| 3      | không khung | Dadash Bunyadzade tiếng Azerbaijani: Dadaş Bünyadzadə (1888–1938)    | 14 tháng 3 năm 1930 | 23 tháng 10 năm 1932 | 954      | Cộng sản              | 3. Polonski I | —             |           |
| 3      | không khung | Dadash Bunyadzade tiếng Azerbaijani: Dadaş Bünyadzadə (1888–1938)    | Có chung số phận giống người tiền nhiệm |                      |          |                       |               |               |           |
|        | |                                                                      | |                      |          |                       |               |               |           |
|        | |                                                                      | |                      |          |                       |               |               |           |
| 4      | không khung | Mir Jafar Baghirov tiếng Azerbaijani: Mir Cəfər Bağırov (1896–1956)  | 23 tháng 10 năm 1932 | 12 tháng 12 năm 1933 | 415      | Cộng sản              | 4. Polonski I | —             | [ 5 ]     |
| 4      | không khung | Mir Jafar Baghirov tiếng Azerbaijani: Mir Cəfər Bağırov (1896–1956)  | Ông làm theo lệnh Stalin mà không chút do dự, sẵn sàng thanh trừng giới trí thức Azerbaijan, những nhà lãnh đạo cộng sản có thiện cảm với phe đối lập hay những người có thể đã từng nghiêng về chủ nghĩa liên Thổ |                      |          |                       |               |               | [ 5 ]     |
|        | |                                                                      | |                      |          |                       |               |               |           |
|        | |                                                                      | |                      |          |                       |               |               |           |
| 5      | không khung | Huseyn Rahmanov tiếng Azerbaijani: Hüseyn Rəhmanov (1902–1937)       | 12 tháng 12 năm 1933 | 22 tháng 8 năm 1937  | 1349     | Cộng sản              | 5. Bağırov I  | —             | [ 6 ]     |
| 5      | không khung | Huseyn Rahmanov tiếng Azerbaijani: Hüseyn Rəhmanov (1902–1937)       | Bị bắt giữ, buộc tội chống lại nhà nước Xô Viết, bị tuyên án và xử tử hình trong cuộc Đại thanh trừng |                      |          |                       |               |               | [ 6 ]     |
|        | |                                                                      | |                      |          |                       |               |               |           |
|        | |                                                                      | |                      |          |                       |               |               |           |
| 6      | | Teymur Guliyev tiếng Azerbaijani: Teymur Quliyev (1888–1965)         | 13 tháng 11 năm 1937 | 28 tháng 3 năm 1946  | 3057     | Cộng sản              | 6. Bağırov I  | —             | [ 7 ]     |
| 6      | Ông làm theo lệnh Baghirov mà không chút do dự, sẵn sàng thanh trừng giới trí thức Azerbaijan, những nhà lãnh đạo cộng sản có thiện cảm với phe đối lập hay những người có thể đã từng nghiêng về chủ nghĩa liên Thổ | Teymur Guliyev tiếng Azerbaijani: Teymur Quliyev (1888–1965)         | |                      |          |                       |               |               | [ 7 ]     |
|        | |                                                                      | |                      |          |                       |               |               |           |
|        | |                                                                      | |                      |          |                       |               |               |           |

Chủ tịch Hội đồng Bộ trưởng
| Thứ tự | Chủ tịch | Chủ tịch                                                            | Nhiệm kỳ | Nhiệm kỳ             | Nhiệm kỳ | Đảng chính trị | Chính phủ        | Elected | Tham khảo |
| Thứ tự | Chân dung | Tên                                                                 | Bắt đầu | Kết thúc             | Ngày     | Đảng chính trị | Chính phủ        | Elected | Tham khảo |
| ------ | --- | ------------------------------------------------------------------- | --- | -------------------- | -------- | -------------- | ---------------- | ------- | --------- |
|        | |                                                                     | |                      |          |                |                  |         |           |
| 1      | | Teymur Guliyev tiếng Azerbaijani: Teymur Quliyev (1888–1965)        | 28 tháng 3 năm 1946 | 6 tháng 4 năm 1953   | 2566     | Đảng Cộng sản  | 1. Bağırov I     | —       | [ 8 ]     |
| 1      | |                                                                     | |                      |          |                |                  |         | [ 8 ]     |
|        | |                                                                     | |                      |          |                |                  |         |           |
|        | |                                                                     | |                      |          |                |                  |         |           |
| 2      | không khung | Mir Jafar Baghirov tiếng Azerbaijani: Mir Cəfər Bağırov (1896–1956) | 6 tháng 4 năm 1953 | 20 tháng 7 năm 1953  | 105      | Cộng sản       | 2. Yaqubov I     | —       | [ 8 ]     |
| 2      | không khung | Mir Jafar Baghirov tiếng Azerbaijani: Mir Cəfər Bağırov (1896–1956) | Ông làm theo lệnh Stalin mà không chút do dự, sẵn sàng thanh trừng giới trí thức Azerbaijan, những nhà lãnh đạo cộng sản có thiện cảm với phe đối lập hay những người có thể đã từng nghiêng về chủ nghĩa liên Thổ |                      |          |                |                  |         | [ 8 ]     |
|        | |                                                                     | |                      |          |                |                  |         |           |
|        | |                                                                     | |                      |          |                |                  |         |           |
| 3      | | Teymur Guliyev tiếng Azerbaijani: Teymur Quliyev (1888–1965)        | 20 tháng 7 năm 1953 | 1 tháng 3 năm 1954   | 224      | Đảng Cộng sản  | 3. Yaqubov I     | —       | [ 8 ]     |
| 3      | Bị khai trừ khỏi Đảng Cộng sản Azerbaijan do vi phạm nghiêm trọng về vấn đề liên quan đến tính hợp pháp của xã hội và tích cực tham gia thúc đẩy các hành động tội ác của Mir Jafar Baghirov. | Teymur Guliyev tiếng Azerbaijani: Teymur Quliyev (1888–1965)        | |                      |          |                |                  |         | [ 8 ]     |
|        | |                                                                     | |                      |          |                |                  |         |           |
|        | |                                                                     | |                      |          |                |                  |         |           |
| 4      | | Sadig Rahimov tiếng Azerbaijani: Sadıq Rəhimov (1914–1975)          | 1 tháng 3 năm 1954 | 8 tháng 7 năm 1958   | 1590     | Đảng Cộng sản  | 4. Mustafayev I  | —       | [ 9 ]     |
| 4      | Đưa Tiếng Azerbaijan trở lại là ngôn ngữ chính thức của CHXHCNXV Azerbaijan. | Sadig Rahimov tiếng Azerbaijani: Sadıq Rəhimov (1914–1975)          | |                      |          |                |                  |         | [ 9 ]     |
|        | |                                                                     | |                      |          |                |                  |         |           |
|        | |                                                                     | |                      |          |                |                  |         |           |
| 5      | | Vali Akhundov tiếng Azerbaijani: Vəli Axundov (1916–1986)           | 8 tháng 7 năm 1958 | 10 tháng 7 năm 1959  | 1828     | Đảng Cộng sản  | 5. Mustafayev I  | —       | [ 10 ]    |
| 5      | |                                                                     | |                      |          |                |                  |         | [ 10 ]    |
|        | |                                                                     | |                      |          |                |                  |         |           |
|        | |                                                                     | |                      |          |                |                  |         |           |
| 6      | | Mammad Isgandarov tiếng Azerbaijani: Məmməd İsgəndərov (1915–1985)  | 10 tháng 7 năm 1959 | 29 tháng 12 năm 1961 | 903      | Đảng Cộng sản  | 6. Axundov I     | —       | [ 8 ]     |
| 6      | |                                                                     | |                      |          |                |                  |         | [ 8 ]     |
|        | |                                                                     | |                      |          |                |                  |         |           |
|        | |                                                                     | |                      |          |                |                  |         |           |
| 7      | | Anvar Alikhanov tiếng Azerbaijani: Ənvər Əlixanov (1917–1992)       | 29 tháng 12 năm 1961 | 10 tháng 4 năm 1970  | 3024     | Đảng Cộng sản  | 7. Axundov I     | —       | [ 8 ]     |
| 7      | |                                                                     | |                      |          |                |                  |         | [ 8 ]     |
|        | |                                                                     | |                      |          |                |                  |         |           |
|        | |                                                                     | |                      |          |                |                  |         |           |
| 8      | | Ali Ibrahimov tiếng Azerbaijani: Əli İbrahimov (1913–1985)          | 10 tháng 4 năm 1970 | 22 tháng 1 năm 1981  | 3920     | Đảng Cộng sản  | 8. H.Əliyev I    | —       | [ 8 ]     |
| 8      | Cố gắng cải thiện nền kinh tế và phát triển các ngành công nghiệp tiềm năng khác nhằm bù đắp cho sự suy giảm của ngành công nghiệp dầu mỏ                                                     | Ali Ibrahimov tiếng Azerbaijani: Əli İbrahimov (1913–1985)          | |                      |          |                |                  |         | [ 8 ]     |
|        | |                                                                     | |                      |          |                |                  |         |           |
|        | |                                                                     | |                      |          |                |                  |         |           |
| 9      | | Hasan Sayidov tiếng Azerbaijani: Həsən Seyidov (1932–2004)          | 22 tháng 1 năm 1981 | 27 tháng 1 năm 1989  | 2927     | Đảng Cộng sản  | 9. H.Əliyev I    | —       | [ 8 ]     |
| 9      | |                                                                     | |                      |          |                |                  |         | [ 8 ]     |
|        | |                                                                     | |                      |          |                |                  |         |           |
|        | |                                                                     | |                      |          |                |                  |         |           |
| 10     | | Ayaz Mutallibov tiếng Azerbaijani: Ayaz Mütəllibov (1938–)          | 27 tháng 1 năm 1989 | 26 tháng 1 năm 1990  | 364      | Đảng Cộng sản  | 10. Vəzirov I    | —       | [ 11 ]    |
| 10     | Sự kiện Tháng Giêng đen xảy ra không lâu sau khi ông được bổ nhiệm làm Tổng Bí thư Đảng Cộng sản Azerbaijan.                                                                                  | Ayaz Mutallibov tiếng Azerbaijani: Ayaz Mütəllibov (1938–)          | |                      |          |                |                  |         | [ 11 ]    |
|        | |                                                                     | |                      |          |                |                  |         |           |
|        | |                                                                     | |                      |          |                |                  |         |           |
| 11     | không khung | Hasan Hasanov tiếng Azerbaijani: Həsən Həsənov (1940–)              | 26 tháng 1 năm 1990 | 7 tháng 2 năm 1991   | 377      | Cộng sản       | 11. Mütəllibov I | —       | [ 12 ]    |
| 11     | không khung | Hasan Hasanov tiếng Azerbaijani: Həsən Həsənov (1940–)              | |                      |          |                |                  |         | [ 12 ]    |
|        | |                                                                     | |                      |          |                |                  |         |           |
|        | |                                                                     | |                      |          |                |                  |         |           |

### Cộng hòa Azerbaijan(1991–đến nay)
Thủ tướng
| Thứ tự | Thủ tướng | Thủ tướng                                                    | Nhiệm kỳ | Nhiệm kỳ            | Nhiệm kỳ | Đảng chính trị                    | Chính phủ       | Được Bầu chọn | Tham khảo |
| Thứ tự | Chân dung | Tên                                                          | Bắt đầu | Kết thúc            | Ngày     | Đảng chính trị                    | Chính phủ       | Được Bầu chọn | Tham khảo |
| ------ | --- | ------------------------------------------------------------ | --- | ------------------- | -------- | --------------------------------- | --------------- | ------------- | --------- |
|        | |                                                              | |                     |          |                                   |                 |               |           |
| 1      | không khung | Hasan Hasanov tiếng Azerbaijani: Həsən Həsənov (1940–)       | 7 tháng 2 năm 1991 | 4 tháng 4 năm 1992  | 421      | Độc lập                           | 1. Mütəllibov I | —             | [ 13 ]    |
| 1      | không khung | Hasan Hasanov tiếng Azerbaijani: Həsən Həsənov (1940–)       | Đạt được thỏa thuận với Đảng Mặt trận Nhân dân Azerbaijan để đảng tham gia thành lập liên minh trong chính phủ mới được thành lập. |                     |          |                                   |                 |               | [ 13 ]    |
|        | |                                                              | |                     |          |                                   |                 |               |           |
|        | |                                                              | |                     |          |                                   |                 |               |           |
| —      | | Firuz Mustafayev (quyền) tiếng Azerbaijani: Firuz Mustafayev | 4 tháng 4 năm 1992 | 14 tháng 5 năm 1992 | 40       | Độc lập                           | —               | —             | [ 14 ]    |
| —      | |                                                              | |                     |          |                                   |                 |               | [ 14 ]    |
|        | |                                                              | |                     |          |                                   |                 |               |           |
|        | |                                                              | |                     |          |                                   |                 |               |           |
| 2      | | Rahim Huseynov tiếng Azerbaijani: Rəhim Hüseynov (1936–)     | 14 tháng 5 năm 1992 | 30 tháng 1 năm 1993 | 261      | Độc lập                           | 1. Mütəllibov I | —             | [ 15 ]    |
| 2      | GNP của nước này giảm tới 20% chỉ trong nhiệm kỳ do ông cầm quyền. | Rahim Huseynov tiếng Azerbaijani: Rəhim Hüseynov (1936–)     | |                     |          |                                   |                 |               | [ 15 ]    |
|        | |                                                              | |                     |          |                                   |                 |               |           |
|        | |                                                              | |                     |          |                                   |                 |               |           |
| —      | | Ali Masimov (quyền) tiếng Azerbaijani: Əli Məsimov (1953–)   | 5 tháng 2 năm 1993 | 28 tháng 4 năm 1993 | 82       | Đảng Mặt trận Nhân dân Azerbaijan | 1. Elçibəy I    | —             | [ 16 ]    |
| —      | Khởi xướng Chương trình phát triển kinh tế Azerbaijan cùng với chương trình Các chính sách chủ chốt của Nội các Bộ trưởng; đặt nền móng cho những thứ như Các khái niệm cơ bản của nền Kinh tế Độc lập của Azerbaijan và Chương trình Cải cách Nông nghiệp. Ông cũng là một trong những nhà sáng lập nên Quỹ Hỗ trợ Người Tị nạn và Người Lánh nạn trong nước. | Ali Masimov (quyền) tiếng Azerbaijani: Əli Məsimov (1953–)   | |                     |          |                                   |                 |               | [ 16 ]    |
|        | |                                                              | |                     |          |                                   |                 |               |           |
|        | |                                                              | |                     |          |                                   |                 |               |           |
| 3      | không khung | Panah Huseynov tiếng Azerbaijani: Pənah Hüseynov (1957–)     | 28 tháng 4 năm 1993 | 30 tháng 6 năm 1993 | 63       | Đảng Mặt trận Nhân dân Azerbaijan | 3. Elçibəy I    | —             | [ 17 ]    |
| 3      | không khung | Panah Huseynov tiếng Azerbaijani: Pənah Hüseynov (1957–)     | |                     |          |                                   |                 |               | [ 17 ]    |
|        | |                                                              | |                     |          |                                   |                 |               |           |
|        | |                                                              | |                     |          |                                   |                 |               |           |
| 4      | | Surat Huseynov tiếng Azerbaijani: Surət Hüseynov (1959–)     | 30 tháng 6 năm 1993 | 7 tháng 10 năm 1994 | 464      | Quân đội                          | 4. H.Əliyev II  | —             |           |
| 4      | Âm mưu đảo chính dưới sự ủng hộ của quân đội chống lại tổng thống Heydar Aliyev nhưng nhanh chóng bị ông này phát hiện và dập tắt. | Surat Huseynov tiếng Azerbaijani: Surət Hüseynov (1959–)     | |                     |          |                                   |                 |               |           |
|        | |                                                              | |                     |          |                                   |                 |               |           |
|        | |                                                              | |                     |          |                                   |                 |               |           |
| 5      | | Fuad Guliyev tiếng Azerbaijani: Fuad Quliyev (1941–)         | 7 tháng 10 năm 1994 | 20 tháng 7 năm 1996 | 652      | Tân Đảng Azerbaijan               | 5. H.Əliyev II  | —             | [ 18 ]    |
| 5      | Tuyên bố Sumqayit là một khu kinh tế tự do, đồng thời ký kết hợp đồng với các công ty dầu mỏ nước ngoài để tham dò, khai thác và sản xuất dầu từ mỏ dầu Karabakh | Fuad Guliyev tiếng Azerbaijani: Fuad Quliyev (1941–)         | |                     |          |                                   |                 |               | [ 18 ]    |
|        | |                                                              | |                     |          |                                   |                 |               |           |
|        | |                                                              | |                     |          |                                   |                 |               |           |
| 6      | | Artur Rasizade tiếng Azerbaijani: Artur Rasi-zadə (1935–)    | 20 tháng 7 năm 1996 | 4 tháng 8 năm 2003  | 2571     | Tân Đảng Azerbaijan               | 6. H.Əliyev II  | —             |           |
| 6      | Ông giữ vị trí quyền Thủ tướng Azerbaijan trong hai giai đoạn: từ khi nhậm chức cho đến ngày 26 tháng 11 năm 1996 (với chức vụ Phó Thủ tướng Thứ nhất) và từ ngày 18 cho đến ngày 24 tháng 10 năm 1998. | Artur Rasizade tiếng Azerbaijani: Artur Rasi-zadə (1935–)    | |                     |          |                                   |                 |               |           |
|        | |                                                              | |                     |          |                                   |                 |               |           |
|        | |                                                              | |                     |          |                                   |                 |               |           |
| 7      | không khung | Ilham Aliyev tiếng Azerbaijani: İlham Əliyev (1961–)         | 4 tháng 8 năm 2003 | 4 tháng 11 năm 2003 | 92       | Tân Đảng Azerbaijan               | 7. H.Əliyev II  | —             |           |
| 7      | không khung | Ilham Aliyev tiếng Azerbaijani: İlham Əliyev (1961–)         | |                     |          |                                   |                 |               |           |
|        | |                                                              | |                     |          |                                   |                 |               |           |
|        | |                                                              | |                     |          |                                   |                 |               |           |
| 8      | | Artur Rasizade tiếng Azerbaijani: Artur Rasi-zadə (1935–)    | 4 tháng 11 năm 2003 | 21 tháng 4 năm 2018 | 5282     | Tân Đảng Azerbaijan               | 8. İ.Əliyev I   | —             |           |
| 8      | Ông giữ vị trí quyền Thủ tướng Azerbaijan trong hai giai đoạn: giai đoạn mà Aliyev nhậm chức Tổng thống Azerbaijan từ 6 tháng 8 đến 31 tháng 10 năm 2003 và từ 31 tháng 10 đến 4 tháng 11 năm 2003 với chức vụ Phó Thủ tướng thứ Nhất. | Artur Rasizade tiếng Azerbaijani: Artur Rasi-zadə (1935–)    | |                     |          |                                   |                 |               |           |
|        | |                                                              | |                     |          |                                   |                 |               |           |
|        | |                                                              | |                     |          |                                   |                 |               |           |
| 9      | Tập tin:Novruz İsmayıl oğlu Məmmədov.jpg | Novruz Mammadov tiếng Azerbaijani: Novruz Məmmədov (1947–)   | 21 tháng 4 năm 2018 | 8 tháng 10 năm 2019 | 2534     | Tân Đảng Azerbaijan               | 9. İ.Əliyev III | —             |           |
| 9      | Tập tin:Novruz İsmayıl oğlu Məmmədov.jpg | Novruz Mammadov tiếng Azerbaijani: Novruz Məmmədov (1947–)   | |                     |          |                                   |                 |               |           |
|        | |                                                              | |                     |          |                                   |                 |               |           |
|        | |                                                              | |                     |          |                                   |                 |               |           |
| 10     | | Ali Asadov tiếng Azerbaijani: Əli Əsədov (1956–)             | 8 tháng 10 năm 2019 | Đương nhiệm         | 1999     | Độc lập                           | 9. İ.Əliyev III | —             |           |
| 10     | |                                                              | |                     |          |                                   |                 |               |           |